# N-Methyl-L-tryptophan
N-Methyl-L-tryptophan (Abrin) ist eine chemische Verbindung aus der Gruppe der Tryptophanderivate. Es sollte nicht mit dem giftigen Protein Abrin, das ebenfalls in Abrus-precatorius-Samen vorkommt verwechselt werden.

## Vorkommen
N-Methyl-L-tryptophan ist mit Methanol aus den Samen von Abrus precatorius (Paternostererbse, Fabaceae) extrahierbar.

## Gewinnung und Darstellung
N-Methyl-L-tryptophan kann als Derivat der Aminosäure Tryptophan synthetisch gewonnen werden.

## Verwendung
N-Methyl-L-tryptophan wird experimentell als Modellsubstanz benutzt, z. B. bei der Bewertung biogener Amine auf Genotoxizität oder um intestinale Aminosäure-Transporter zu charakterisieren.